# Wei Yili
Wei Yili (chinesisch 魏軼力 / 魏轶力, Pinyin Wèi Yìlì; * 24. Juni 1982 in Yichang) ist eine Badmintonspielerin aus der Volksrepublik China.
Wei Yili nahm für China im Badminton bei Olympia 2004 im Damendoppel mit ihrer Partnerin Zhao Tingting teil. Sie hatten ein Freilos in der ersten Runde und in der zweiten Runde bezwangen sie Gail Emms und Donna Kellogg aus England. Im Viertelfinale schlugen sie Lee Hyo-jung und Hwang Yu-mi aus Südkorea 8:15, 15:6, 15:13. Im Halbfinale unterlagen sie ihren Landsfrauen Huang Sui und Gao Ling mit 10:15 und 14:17. Das Spiel um Platz 3 ging gegen Ra Kyung-min und Lee Kyung-won ebenfalls verloren.
Zusammen mit ihrer Partnerin Zhang Yawen gewann sie bei der Badminton-Weltmeisterschaft 2006 die Silbermedaille, bei der WM ein Jahr später standen beide im Halbfinale.

## Erfolge
| Datum | Veranstaltung                    | Platz           |
| ----- | -------------------------------- | --------------- |
| 2002  | China Open 2002                  | Finalist        |
| 2002  | JVC Asienmeisterschaft 2002      | Semifinalist    |
| 2002  | Realkredit Denmark Open 2002     | Sieger          |
| 2002  | Sanyo Indonesia Open 2002        | Semifinalist    |
| 2002  | Uber Cup Finale 2002             |                 |
| 2002  | Yonex-Sunrise Singapur Open 2002 | Semifinalist    |
| 2003  | China Open 2003                  | Semifinalist    |
| 2003  | Denmark Open 2003                | Semifinalist    |
| 2003  | Hong Kong Open 2003              | Semifinalist    |
| 2003  | Malaysia Open 2003               | Achtelfinalist  |
| 2003  | Indonesia Open 2003              | Viertelfinalist |
| 2003  | Thailand Open 2003               | Sieger          |
| 2003  | Sudirman Cup 2003                |                 |
| 2003  | Swiss Open 2003                  | Finalist        |
| 2003  | Weltmeisterschaft 2003           | Finalist        |
| 2003  | Yonex All England Open 2003      | Viertelfinalist |
| 2003  | German Open 2003                 | Viertelfinalist |
| 2003  | Yonex Japan Open 2003            | Finalist        |
| 2003  | Singapur Open 2003               | Semifinalist    |
| 2004  | Asienmeisterschaft 2004          | Viertelfinalist |
| 2004  | Singapur Open 2004               | Achtelfinalist  |
| 2004  | China Open 2004                  | Finalist        |
| 2004  | Denmark Open 2004                | Sieger          |
| 2004  | German Open 2004                 | Finalist        |
| 2004  | Olympia 2004                     | Semifinalist    |
| 2004  | Malaysia Open 2004               | Semifinalist    |
| 2004  | Swiss Open 2004                  | Semifinalist    |
| 2004  | Uber Cup 2004                    |                 |
| 2004  | All England 2004                 | Semifinalist    |
| 2004  | Japan Open 2004                  | Finalist        |
| 2005  | China Masters 2005               | Achtelfinalist  |
| 2005  | China Open 2005                  | Viertelfinalist |
| 2005  | Malaysia Open 2005               | Semifinalist    |
| 2005  | Singapur Open 2005               | Viertelfinalist |
| 2005  | Weltmeisterschaft 2005           | Viertelfinalist |
| 2005  | All England 2005                 | Finalist        |
| 2005  | German Open 2005                 | Finalist        |
| 2005  | Japan Open 2005                  | Finalist        |
| 2005  | Hong Kong Open 2005              | Viertelfinalist |
| 2006  | China Open 2006                  | Finalist        |
| 2006  | Indonesia Open 2006              | Sieger          |
| 2006  | Macau Open 2006                  | Semifinalist    |
| 2006  | Singapur Open 2006               | Semifinalist    |
| 2006  | Thailand Open 2006               | Viertelfinalist |
| 2006  | Weltmeisterschaft 2006           | Finalist        |
| 2006  | All England 2006                 | Semifinalist    |
| 2006  | German Open 2006                 | Semifinalist    |
| 2006  | Japan Open                       | Finalist        |
| 2006  | Hong Kong Open 2006              | Viertelfinalist |
| 2007  | Singapur Open 2007               | Sieger          |
| 2007  | China Open                       | Viertelfinalist |
| 2007  | Indonesia Open                   | Viertelfinalist |
| 2007  | Sudirman Cup                     |                 |
| 2007  | Swiss Open                       | Achtelfinalist  |
| 2007  | All England                      | Sieger          |
| 2007  | Korea Open                       | Semifinalist    |